# Liodessus cantralli
Liodessus cantralli är en skalbaggsart som först beskrevs av Young 1953.  Liodessus cantralli ingår i släktet Liodessus och familjen dykare. Inga underarter finns listade i Catalogue of Life.